# Szczęście (film 2005)
Szczęście (cz. Štěstí) – czesko-niemiecki komediodramat z 2005 roku w reżyserii Bohdana Slámy. 
Film otrzymał szereg nagród, w tym siedem Czeskich Lwów oraz Złotą Muszlę na MFF w San Sebastián. Był też oficjalnym kandydatem Czech do Oscara dla najlepszego filmu nieanglojęzycznego, ale ostatecznie nie otrzymał nominacji.

## Fabuła
Historia trojga przyjaciół z osiedla, znających się od dziecka i mieszkających w podupadłym przemysłowym mieście. Chociaż ich życie nie jest usłane różami, a przyjaźń bywa niekiedy wystawiona na próbę, Monika, Toník i Dáša trzymają się razem. To, co ich najbardziej łączy, to nieudane związki i pogmatwane życie osobiste.

## Obsada
- Tatiana Vilhelmová – Monika
- Pavel Liška – Toník
- Anna Geislerová – Dáša
- Marek Daniel – Jára
- Zuzana Kronerová – ciocia
- Simona Stašová – Součková
- Bolek Polívka – Souček
- Martin Huba – ojciec Toníka
- David Dolník – Jiří
- Marie Ludvíková – Heli

## Produkcja
Zdjęcia kręcono w Moście.